# チェチェン人
チェチェン人（露: Чеченец ; Chechenets）は、北カフカースの民族。自称はノフチー（チェチェン語: Hохчи; Noxçiy）。
カフカス山脈中央から東部の北斜面に広がって居住するチェチェン人([ˈtʃɛtʃən]; チェチェン語: Нохчий, Noxçiy, Old Chechen: Нахчой, Naxçoy)は、イスラム教のスンナ派シャーフィイー学派を信仰し、カフカス諸語のナフ語派と呼ばれるグループに属するチェチェン語を話す。チェチェン人はナフ人の一つと考えられていて、隣接した地域に居住し、同じナフ諸語に属するイングーシ語を話すイングーシ人とは民族的に非常に近縁な関係にあり、19世紀のロシア帝国によるカフカス征服（コーカサス戦争）以前、両民族は一つの民族であったと考える人もいる。
美食で知られており（チェチェンの食文化）、かつては「コーカサスのフランス人」と呼ばれていた。

## 歴史

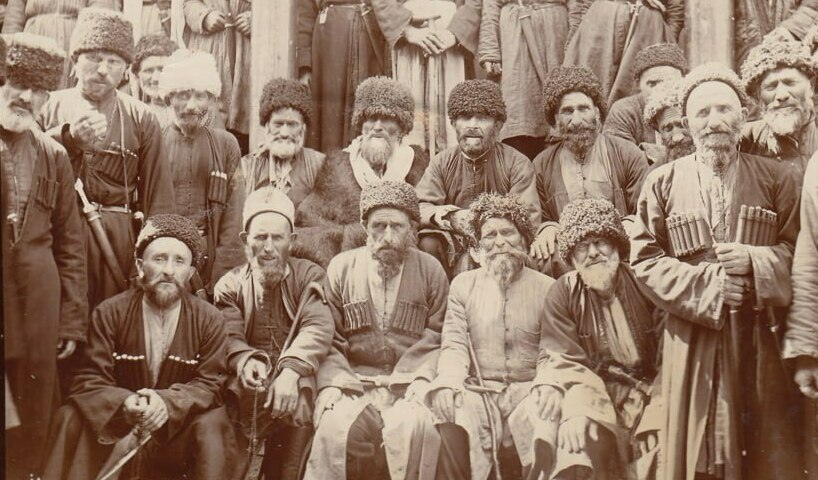
ズソ一族のチェチェン人。 Zuso

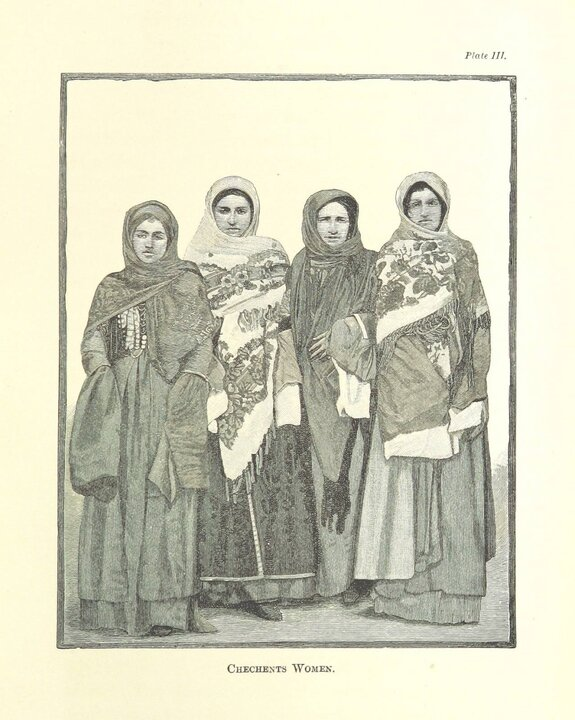
19世紀のチェチェン人女性

### イスラム化

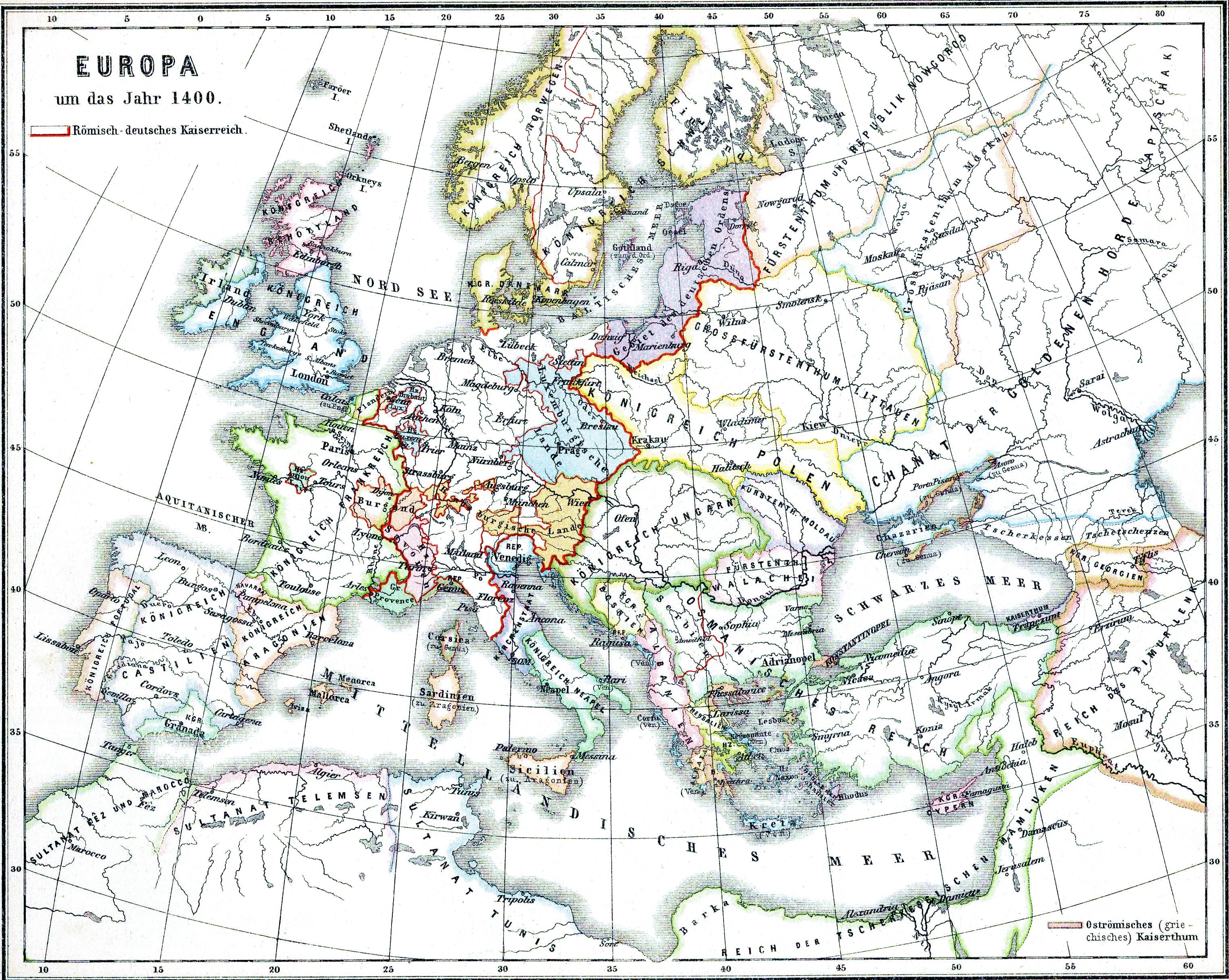
チェチェン人(Tschetschenzen). Europa 1400 H.Kieperts Historischer Schulatlas, 1879

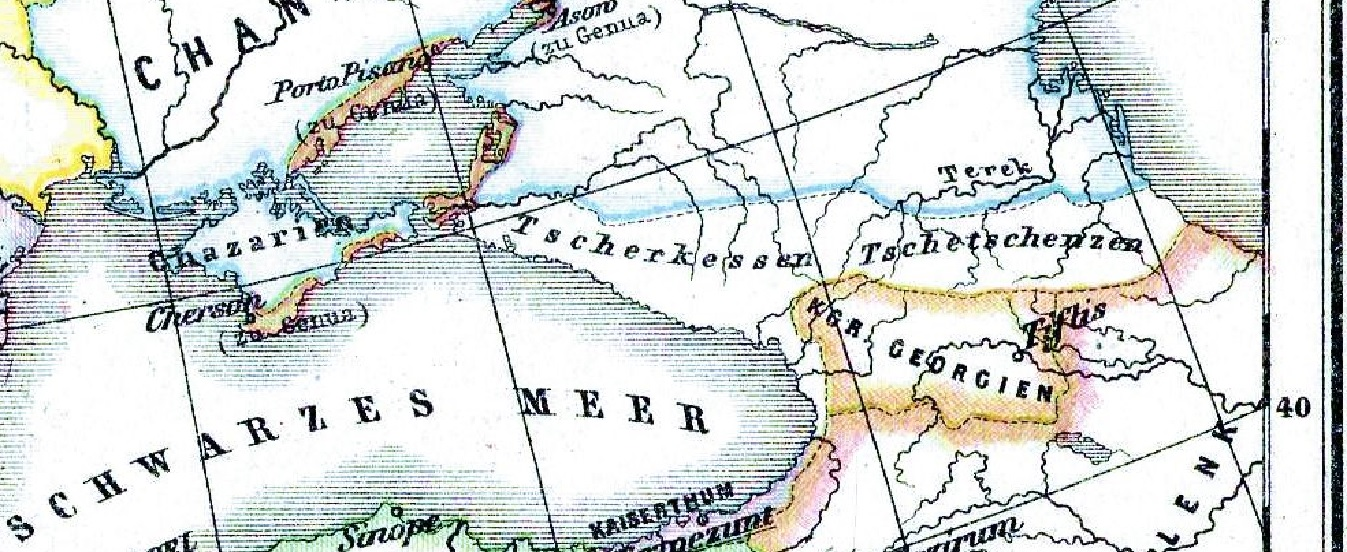
チェチェン人(Tschetschenzen). Europa 1400 H.Kieperts Historischer Schulatlas, 1879

チェチェン人とイングーシ人の先祖は非常に古い時代から北カフカスに住んでいたと考えられ、古代の地誌に既に両民族の先祖に関する記述がみられるとされる。確かなところでは、16世紀頃から東方のダゲスタン地方からイスラム教の神秘主義教団が進出して、19世紀頃までかけて徐々にイスラム化が進んだ。

### ロシア帝国による征服
一方、18世紀末よりカフカス中央部のカバルド人、オセット人などの居住地帯を併合したロシア帝国が東北部のチェチェン人居住地帯への侵攻を開始すると、チェチェン人は頑強に抵抗したが、1818年にはチェチェン人地域の中にロシア人によって要塞都市グロズヌイが建設されるなど、次第にロシアの圧力が高まった。これに対してチェチェン人はミュリディズムと呼ばれる戦闘的な神秘主義教団の指導者の下に結束して対抗し、19世紀中頃には北カフカスの東部にイマーム（導師）のシャミールを指導者とするイマーム国家を建設するに至った。
ロシア帝国はミュリディズムに対して激しく攻撃を加え（コーカサス戦争）、1859年についにシャミールを降してチェチェン人の制圧を完了した。その後、この地方には石油が発見されて石油産業が構築され、ロシアにとって欠かせない地方となってゆく。一方、頑強に抵抗を続けた「狂信的」なチェチェン人に対する恐怖心、敵愾心はロシアの社会に根深く残ることになり、チェチェン人の間にも自分たちの土地で採掘される石油の富がロシア人によって持ち出されることに対する不満が蓄積していった。

### ソビエト連邦

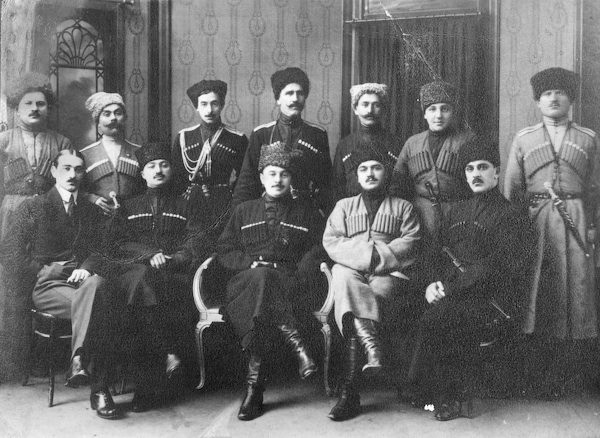
チョハを着用したチェチェン人

ロシア革命後の1920年、北カフカスは赤軍が制圧し、1922年11月30日にチェチェン自治州（のちイングーシ自治州と合併してチェチェン・イングーシ自治共和国）が設立され、ソビエト連邦の一部となった。

#### 強制移住
チェチェン人とイングーシ人（北コーカサスの同系民族）は、バルカル人、カラチャイ人、クリミア・タタール人は、ソ連による農業集団化の強制に反対した。チェチェン山岳住民のゴルツィは、集団化の組織者とグロズヌイから来た募集人員と戦った。
第二次世界大戦（独ソ戦）中の1943年、チェチェン人とイングーシ人はヨシフ・スターリン政権からナチスと協力した疑いをかけられ、中央アジアへと民族ごと強制移住させられた。
1944年2月23日から24日の夜に、チェチェン人とイングーシ人への急襲行動が開始された。老若男女、共産党員、油田労働者、山岳住民を問わず、数日で一網打尽にされ、窓のない貨車につめこまれ、カザフスタン、キルギスに強制移住させられた。貨車は衛生状態も悪く、輸送中に多数が死亡し、移住地は強制収容所と同様の惨状であり、チフスも流行し、チェチェン人とイングーシ人の全人口の40%にあたる数十万人が死んだ。このチェチェン人とイングーシ人の強制移住は、ジェノサイドの一つであったとされる。
同時期にはクリミア半島のクリミア・タタール人やグルジアのメスヘティア・トルコ人、沿海州の高麗人（朝鮮民族）、ヴォルガ川下流地方のカルムイク人、ヴォルガ・ドイツ人などが同様の措置を受けている（ソビエト連邦における強制移送）。
1956年にフルシチョフはチェチェン人とイングーシ人などの「罰させられた民族」の復権を認めたにもかかわらず、チェチェン人とイングーシ人は流刑地に残れと命じられた。
スターリン死後の1957年1月、これら追放された諸民族の名誉回復とともにチェチェン人とイングーシ人は故地北カフカスへの帰還を許され、チェチェン・イングーシ自治共和国が再建された。

### ソ連崩壊後
ソビエト連邦の崩壊後、継承国であるロシア連邦に対してチェチェン人は独立戦争を挑んだが果たせず（チェチェン紛争）、チェチェン共和国はロシア連邦の一部であり続けている。
こうしたチェチェンの現状に不満を抱くなどして、ヨーロッパ各国などに亡命・移住して暮らすチェチェン人もいる。
2022年11月22日、フランシスコ (ローマ教皇)は、雑誌のインタビューで 2022年ロシアのウクライナ侵攻に触れ、ロシア連邦軍の中で最も残酷なのはロシアの伝統をくまないロシア人だろうと主張。具体的に極東のブリヤート人とともにチェチェン人を例に挙げた。
これに対してチェチェン共和国のラムザン・カディロフ首長は、教皇は「プロパガンダの餌食になった」と述べ非難した。

## チェチェン人のサブグループ
- キスティ人 - 主にジョージア東部カヘティ州のパンキシ渓谷に居住するチェチェン人の一派。
- アクキン人 - 主にダゲスタン共和国に居住するチェチェン人の一派。